# Cystorchis celebica
Cystorchis celebica är en orkidéart som beskrevs av Rudolf Schlechter. Cystorchis celebica ingår i släktet Cystorchis, och familjen orkidéer.
Artens utbredningsområde är Sulawesi. Inga underarter finns listade i Catalogue of Life.